# Cantón de Bohain-en-Vermandois
El cantón de Bohain-en-Vermandois (en francés canton de Bohain-en-Vermandois) es una circunscripción electoral francesa situada en el departamento de Aisne, de la región de Alta Francia. La cabecera (bureau centralisateur en francés) está en Bohain-en-Vermandois.

## Historia
Al aplicar el decreto n.º 2014-202 del 21 de febrero de 2014 sufrió una redistribución comunal con cambios en los límites territoriales y en el número de comunas, pasando éstas de 13 a 31.